# Acanthodelta angustifascia
Acanthodelta angustifascia là một loài bướm đêm trong họ Noctuidae.